# Batalla de los Dos Ríos
La batalla de los Dos Ríos enfrentó a pictos y Northumbrianos en el año 671. El sitio exacto de la batalla es desconocido. Marcó el fin de la rebelión picta en los comienzos del reinado de Ecgfrith, con una victoria decisiva para Northumbria. La atestación de la batalla está limitada al relato de Esteban de Ripon en la Vita Sancti Wilfrithi.

## Contexto
Durante el siglo VII, los northumbrianos se expandieron progresivamente su territorio hacia el norte. Los Anales de Tigernach registran un asedio de "Etain" en 638, interpretado como la conquista de Din Eidyn (Edimburgo) por Northumbria durante el reinado de Oswald, marcando la anexión de los territorios Gododdin al sur del Forth.
Al norte del Forth, las naciones pictas estaban formadas por el reino de Fortriu al norte del Mounth, y una "zona sureña picta", al sur que llegaba hasta el Forth. El historiador anglosajón del siglo VIII, Bede señala que los pictos habían sido sometidos durante el reinado de Oswald, y que esta situación continuaba durante el gobierno de su sucesor, Oswiu.
Ecgfrith sucedió a Oswiu como rey de Northumbria en 670. Se decía que su reino era 'débil' en el momento de su ascensión al trono. En 671, Ecgfrith tuvo noticia de que los Pictos dirigidos por el rey de Fortriu, Drest mac Donuel, estaban preparando un levantamiento para sacudirse el dominio northumbriano.

## Relato de la batalla
El registro y la descripción de la batalla está limitada enteramente al relato de Esteban de Ripon en la Vita Sancti Wilfrithi. Según este relato, Ecgfrith conocedor de los planes Pictos planes para deshacerse de la suzeranía de Northumbria, preparó rápidamente una fuerza de caballería para invadir. Se dirigió al norte, asistido por su sub-rey Beornhæth, que el historiador James Fraser sugiere que pudo haber gobernado el reino picto meridional de Niuduera, ubicado en el actual Fife.
La ubicación de batalla no ha quedado recordada, pero Fraser sugiere de manera tentativa, que la batalla pudo haber tenido lugar en las cercanías de Moncreiffe Island, cerca de Perth.
Según se hace constar en laVita Sancti Wilfrithi, la caballería de Ecgfrith fue emboscada por un ejército picto mucho mayor. No obstante, los northumbrianos se impusieron, ocasionando bajas a los pictos suficientes para 'llenar dos ríos', y permitir a la caballería anglsajona perseguir a los supervivientes sin mojarse los pies.
Como obra hagiográfica, la Vita Sancti Wilfrithi no es una fuente histórica ideal y se ha sugerido que su tratamiento parcial de la victoria Northumbriana sirvió de inspiración para la Historia Ecclesiastica de Bede.  Varios detalles en el relato de Esteban son probables exageraciones, sobrevalorando el alcance de la victoria de Ecgfrith.

## Consecuencias
Esteban recuerda que, tras la batalla, los pictos fueron reducidos a la esclavitud y sometidos al yugo de cautividad durante los siguientes 14 años. Los anales irlandeses de Úlster y Tigernach registran un tal 'Drost' expulsado del trono en 671. Se asume generalmente que se trataba del rey picto, Drest, que fue depuesto y reemplazado por Bridei mac Bili como resultado directo del fracaso de la rebelión.